# Длуский, Остап
Остап Длуский (настоящее имя и фамилия — Адольф Лангер; пол. Ostap Dłuski; 1892—1964) — польский политический и общественный деятель.

## Биография
Родился 31 октября 1892 года в Бучаче (ныне Тернопольская область, Украина) в еврейской семье. В 1918 году окончил Венский университет. С 1916 года — деятель левого крыла Социал-демократической партии Австрии. В 1918 года — один из соучредителей Компартии Австрии, руководитель польской секции. В 1918—1919 годах редактировал орган Коммунистической рабочей партии Польши (КРПП) газету «Свит».
Участник первой мировой войны, в 1918—1919 годах служил в австрийской армии. В 1919 году — соучредитель Коммунистической партии Восточной Галиции.
За революционную деятельность подвергался преследованиям и арестам. В 1921—1925 и 1926—1927 годах находился в тюрьме. Один из лидеров КПЗУ, а позже компартии Польши. Под угрозой ареста в 1929 году выехал в СССР, с 1930 года — член ВКП(б).
Участник VI-го (1928) и VII-го (1935) конгрессов Коминтерна. В 1934 году вернулся в Польшу и стал руководителем Центральной редакции КПП и Секретариата Краевого ЦК КПП. В 1936 году эмигрировал во Францию.
Находясь в эмиграции во Франции с 1937 по 1945 год, принимал активное участие в деятельности польских групп Французской коммунистической партии, в Движении Сопротивления.
В 1944 года — член Президиума Польского комитета национального освобождения. С 1945 года — член ЦК Польской рабочей партии, с 1948 года — член ЦК ПОРП. Руководил Заграничным отделом ЦК ПОРП. В 1945—1948 годах — главный редактор газеты «Głos Ludu» (Голос народа).
С 1950 года — член ВСМ.

## Награды и премии
- орден Строителей Народной Польши.
- Международная Ленинская премия «За укрепление мира между народами» (1960)

Подпольные партийные псевдонимы: Черный, Ежи, Мальвин и др.